# Elisabeth Prins
Pour les articles homonymes, voir Prins.
Elisabeth Prins, née le 27 février 1910 à Bruxelles et morte en 1991, est une décoratrice, ensemblière et enseignante belge. Elle est à l'origine de différents étalages de magasins bruxellois, d'intérieurs d'habitations ainsi que d'une gamme de mobilier exposée à la section belge de l'Exposition universelle de Paris en 1937.

## Formation
Elisabeth Prins entame ses études en arts décoratifs à 16 ans, en 1926. Elle suit alors les cours d'Henriette Bosché, artiste peintre membre de l'association de femmes artistes bruxelloises Les Arts de la Femme (1908-1918), à l'école Fernand Cocq d'Ixelles. Par la suite elle s'inscrit successivement aux cours de décoration de l'Académie royale des beaux-arts de Bruxelles puis à l'Institut des arts décoratifs de La Cambre en 1929. Là elle suit les cours 'de la forme pure' de Victor Bourgeois et 'de dessin technique' d'Antoine Pompe. Elle y obtient également un diplôme en ornementation en 1931.

## Carrière
Une fois ses diplômes obtenus, Élisabeth Prins commence sa carrière d'étalagiste en 1932 chez l'ensemblier De Coen avant de travailler à son propre compte. Elle réalise alors des ensembles de mobilier, notamment pour des boutiques bruxelloises, la banque d'Anvers et le musée de Dinant. En 1937 elle expose une collection de mobilier pour ouvriers au pavillon belge de l'Exposition universelle de Paris auprès de deux autres étalagistes. Après la Seconde Guerre mondiale elle travaille essentiellement comme architecte d'intérieur auprès de son époux et architecte, Gustave Herbosch (1908-1976), notamment sur leur maison personnelle à Uccle, en 1955.
Par la suite elle devient enseignante à l'Institut Bischoffheim à Bruxelles. Il s'agit de la première école professionnelle pour femmes de Belgique, fondée en 1865 par Jonathan-Raphaël Bischoffsheim. Elle y crée la section textile en 1968 et y enseignera jusqu'à la fin de sa carrière en 1976.
Le CIVA possède un fonds d'archives à son nom ainsi qu'au nom de son mari. Il contient des dessins, des peintures, des photographies ainsi que des travaux académiques de ses années à La Cambre.

## Réalisations
Les réalisations dont il reste des archives à son nom datent essentiellement d'avant la première guerre mondiale, époque à laquelle Élisabeth Prins travaillait en indépendante et non au service de son mari.
- 1932 : Rayonnage vitrine pour le Magasin des organisations patronales du Brabant, rue Gachard, Bruxelles[1]
- 1933 : Mobilier pour le modiste Ryckman de Betz, rue du Luxembourg, Bruxelles[1]
- 1934 : Banquette pour le musée de Dinant, Dinant[1]
- 1935 : Studio pour monsieur Jacques Greffe, square Larousse, Bruxelles[1]
- 1936 : Mobilier pour un concours organisé par les Établissements Vanderborght[1]
- 1937 : Pavillon belge, section ouvrière, mobilier de salle commune pour ménage ouvrier en peuplier, Exposition Universelle de Paris, Paris (avec la collaboration de J. Iwens et Max Wynants)[1]
- 1938 : mobilier pour la Banque Nationale de Bruxelles[1]
- 1942 : mobilier pour la Banque Nationale d'Anvers[2]